# Xylocopa fenestrata
Xylocopa fenestrata är en biart som först beskrevs av Fabricius 1798. Den ingår i släktet snickarbin, och familjen långtungebin. Inga underarter finns listade i Catalogue of Life. Arten har väst- och sydasiatisk utbredning.

## Beskrivning
Xylocopa fenestrata är ett förhållandevis stort bi med en kroppslängd på 27 till 30 mm, en framvinglängd på 21 mm och en glänsande svart kropp. Vingarna är halvgenomskinligt gråbruna, och behåringen svart utom på bakkroppsspetsen, där den är roströd. Hanen är något smalare än honan, och med en aning ljusare vingar. Honan har en påtagligt liten gadd.

## Utbredning
Utbredningsområdet omfattar Oman, Irak, Pakistan, Indien, Bangladesh, Sri Lanka, Andamanerna, Maldiverna och Myanmar.

## Ekologi
Som nästan alla snickarbin gräver Xylocopa fenestrata ut sina larvbon i dött eller döende trä. I växtstänglar, som bland annat hos Sesbania, består boet av en enda, ogrenad gång, medan den gräver ut grenade bon i exempelvis poppelträ. Andra utnyttjade värdväxter är bambu, dadelpalm och gråbladig kronbuske. Bona placeras ofta tämligen långt upp, på ett par meters höjd. Gångarna i boet innehåller vanligen flera celler med en längd på 17 till 20 mm, åtskilda med väggar av tuggat trä. I varje cell läggs ett ägg på en klomp av pollen som tjänar som föda. Tiden från ägg till fullbildad insekt varierar mellan 45 och 49 dygn.
Arten är polylektisk, den flyger till blommande växter från många olika familjer, som: Ärtväxter (böna och Acacia nilotica), granatäpplen (granatäpple), amaryllisväxter (lök), oleanderväxter (Alstonia scholaris), korgblommiga växter (krysantemumsläktet och solros), katalpaväxter (gul trumpetbuske och jakaranda), korsblommiga växter (senapskål och Brassica rapa) samt myrtenväxter (guava och Callistemon viminalis).